# Leon ter Wielen
Leon ter Wielen (Zwolle, 31 augustus 1988) is een Nederlands voetballer die als doelman speelt voor SV Spakenburg. Daarvoor speelde hij onder andere voor Achilles '29, Fortuna Sittard en PEC Zwolle, waarmee hij naar de Eredivisie promoveerde en de KNVB beker won.

## Levensloop
Ter Wielen begon met voetballen bij OZC uit Ommen en vertrok naar Rohda Raalte alvorens hij werd gescout door FC Groningen. Later verkaste hij naar BV Veendam, waar hij uiteindelijk tweede keeper werd van de eerste selectie zonder een officiële wedstrijd te spelen. In 2010 stapte hij over naar FC Zwolle, waarvoor hij op 18 april 2011 in de met 2-1 gewonnen competitiewedstrijd op bezoek bij Sparta Rotterdam zijn profdebuut maakte. Dat seizoen stond hij nog tweemaal onder de lat. In het seizoen hierop mocht hij negenmaal het doel verdedigen, onder meer in de kampioenswedstrijd tegen FC Eindhoven.
In het seizoen 2012/13 keepte Ter Wielen vijf wedstrijden in de Eredivisie voor PEC Zwolle, maar na verloop van tijd kreeg Danny Wintjens de voorkeur als tweede doelman achter Diederik Boer. Hierdoor maakte Ter Wielen het grootste deel van het seizoen geen deel uit van de wedstrijdselectie. Ter Wielen had weliswaar nog een doorlopend contract, maar in de hoop om ergens anders een basisplaats te verdienen keek hij uit naar een nieuwe club. Hij liep twee weken stage bij het naar de eerste divisie gepromoveerde Achilles '29, maar hier maakte hij niet genoeg indruk, waardoor hij bij PEC bleef.
In het volgende seizoen kwam hij door blessures bij Diederik Boer en Kevin Begois tot drie Eredivisie-optredens. Ook speelde hij één wedstrijd in de KNVB beker, die PEC uiteindelijk won door in de finale met 5-1 AFC Ajax te verslaan. Na dit seizoen liep zijn contract af en vertrok hij alsnog naar Achilles '29, dat in haar debuutseizoen laatste werd. Op 9 augustus debuteerde hij tegen Jong PSV (2-0 verlies). Hij speelde alle competitiewedstrijden op de laatste na, waarin hij zeven keer de nul hield. Enkel in de bekerwedstrijd tegen FC Twente en de laatste competitiewedstrijd tegen Jong FC Twente kreeg Simon van Beers de voorkeur. Op 7 maart 2015 verlengde hij zijn contract met één jaar. In zijn tweede jaar in Groesbeek begon het seizoen uitstekend. Na vier wedstrijden had Achilles al tien punten verzameld en wist Ter Wielen twee keer zijn doel schoon te houden.
Na Achilles '29 vertrok Ter Wielen naar Spakenburg, waarin hij in zijn eerste jaar onbetwiste basisspeler was in de ploeg van John de Wolf. In mei 2018 verzekerden de Blauwen zich van het kampioenschap in de zaterdag Derde Divisie en promoveerde daarmee naar de Tweede Divisie.

## Carrièrestatistieken
| Seizoen         | Club            | Land            | Competitie      | Competitie | Competitie | Beker | Beker | Internationaal | Internationaal | Overig | Overig | Totaal | Totaal |
| Seizoen         | Club            | Land            | Competitie      | Wed.       | Dlp.       | Wed.  | Dlp.  | Wed.           | Dlp.           | Wed.   | Dlp.   | Wed.   | Dlp.   |
| --------------- | --------------- | --------------- | --------------- | ---------- | ---------- | ----- | ----- | -------------- | -------------- | ------ | ------ | ------ | ------ |
| 2009/10         | SC Veendam      | Nederland       | Eerste divisie  | 0          | 0          | 0     | 0     | 0              | 0              | 0      | 0      | 0      | 0      |
| 2010/11         | PEC Zwolle      | Nederland       | Eerste divisie  | 3          | 0          | 0     | 0     | 0              | 0              | 1      | 0      | 4      | 0      |
| 2011/12         | PEC Zwolle      | Nederland       | Eerste divisie  | 9          | 0          | 0     | 0     | 0              | 0              | 0      | 0      | 9      | 0      |
| 2012/13         | PEC Zwolle      | Nederland       | Eredivisie      | 5          | 0          | 0     | 0     | 0              | 0              | 0      | 0      | 5      | 0      |
| 2013/14         | PEC Zwolle      | Nederland       | Eredivisie      | 3          | 0          | 1     | 0     | 0              | 0              | 0      | 0      | 4      | 0      |
| 2014/15         | Achilles '29    | Nederland       | Eerste divisie  | 37         | 0          | 0     | 0     | 0              | 0              | 0      | 0      | 37     | 0      |
| 2015/16         | Achilles '29    | Nederland       | Eerste divisie  | 36         | 0          | 3     | 0     | 0              | 0              | 0      | 0      | 39     | 0      |
| 2016/17         | Fortuna Sittard | Nederland       | Eerste divisie  | 10         | 0          | 1     | 0     | 0              | 0              | 0      | 0      | 11     | 0      |
| 2017/18         | SV Spakenburg   | Nederland       | Derde divisie   | 30         | 0          | 0     | 0     | 0              | 0              | 0      | 0      | 30     | 0      |
| 2018/19         | SV Spakenburg   | Nederland       | Derde divisie   | 29         | 0          | 0     | 0     | 0              | 0              | 0      | 0      | 29     | 0      |
| 2019/20         | SV Spakenburg   | Nederland       | Derde divisie   | 24         | 0          | 0     | 0     | 0              | 0              | 0      | 0      | 24     | 0      |
| Carrière totaal | Carrière totaal | Carrière totaal | Carrière totaal | 133        | 0          | 5     | 0     | 0              | 0              | 1      | 0      | 139    | 0      |

## Erelijst
| Nationaal               |    |         |
| Kampioen Eerste Divisie | 1x | 2011/12 |
| Winnaar KNVB beker      | 1x | 2013/14 |